# Disonycha funerea
Disonycha funerea är en skalbaggsart som först beskrevs av Randall 1838.  Disonycha funerea ingår i släktet Disonycha och familjen bladbaggar. Inga underarter finns listade i Catalogue of Life.